# Callejon (banda)

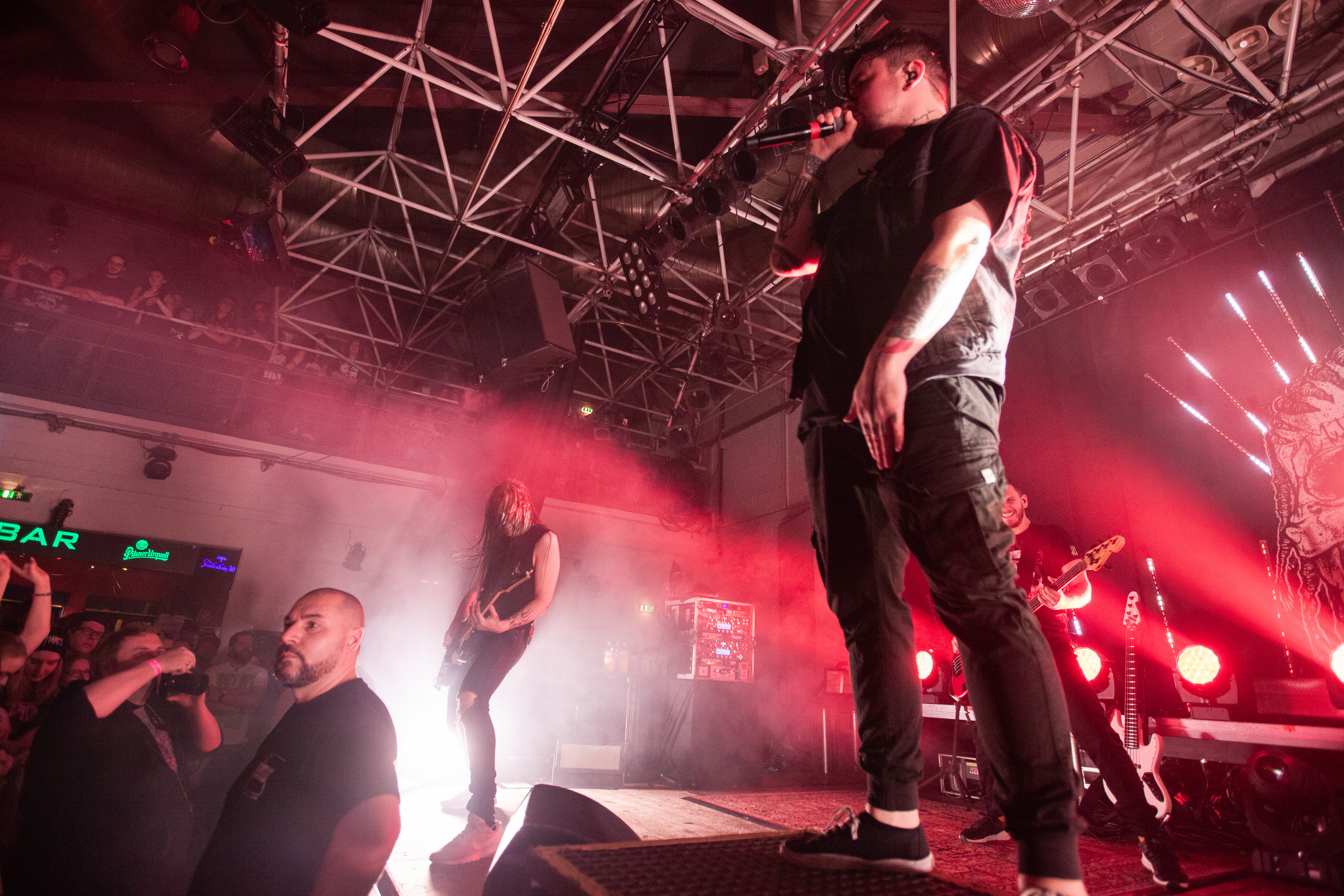
Cantate Bastian BastiBasti Sobtzick

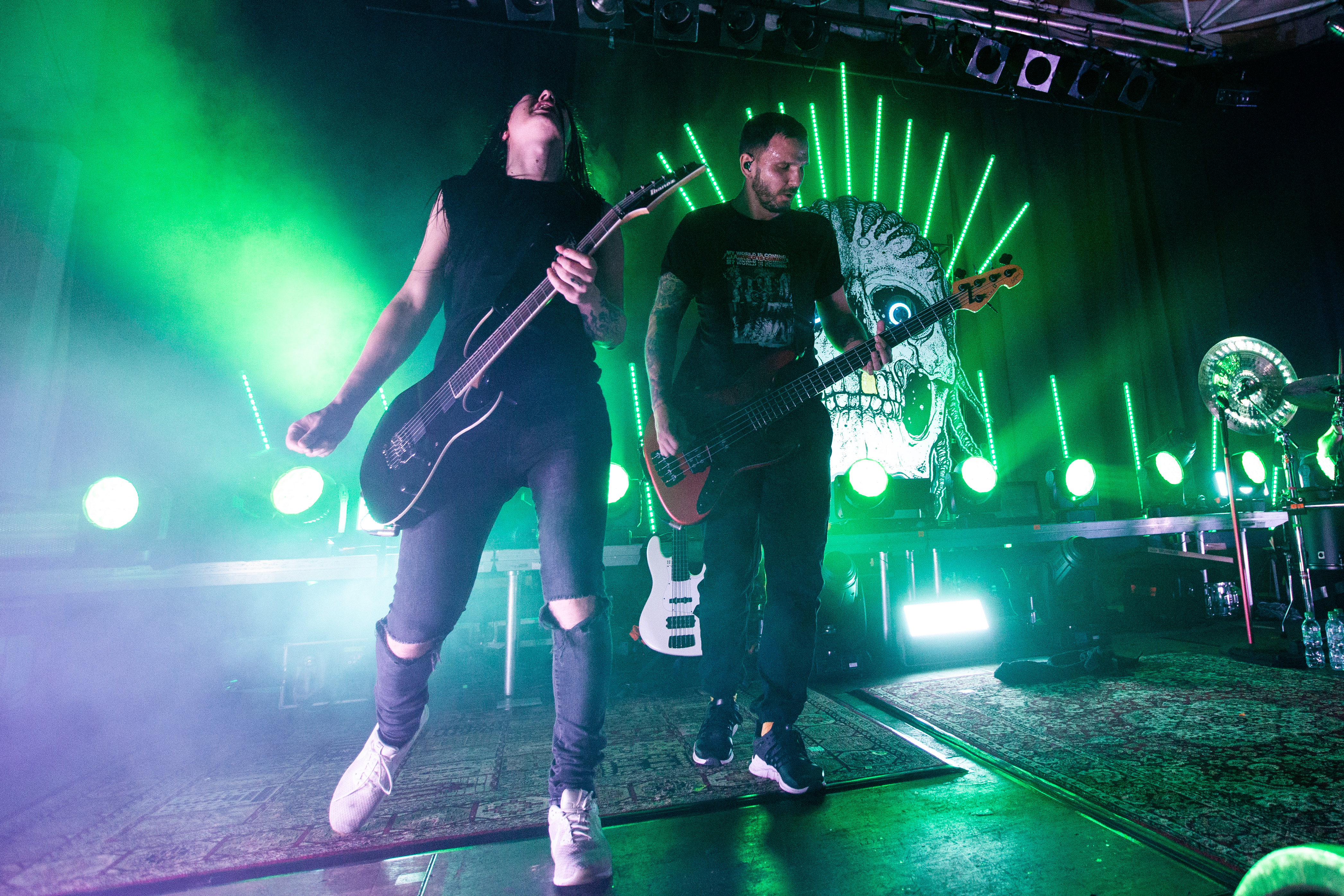
El guitarrista Bernhard Horn y el bajista Torsten Becker

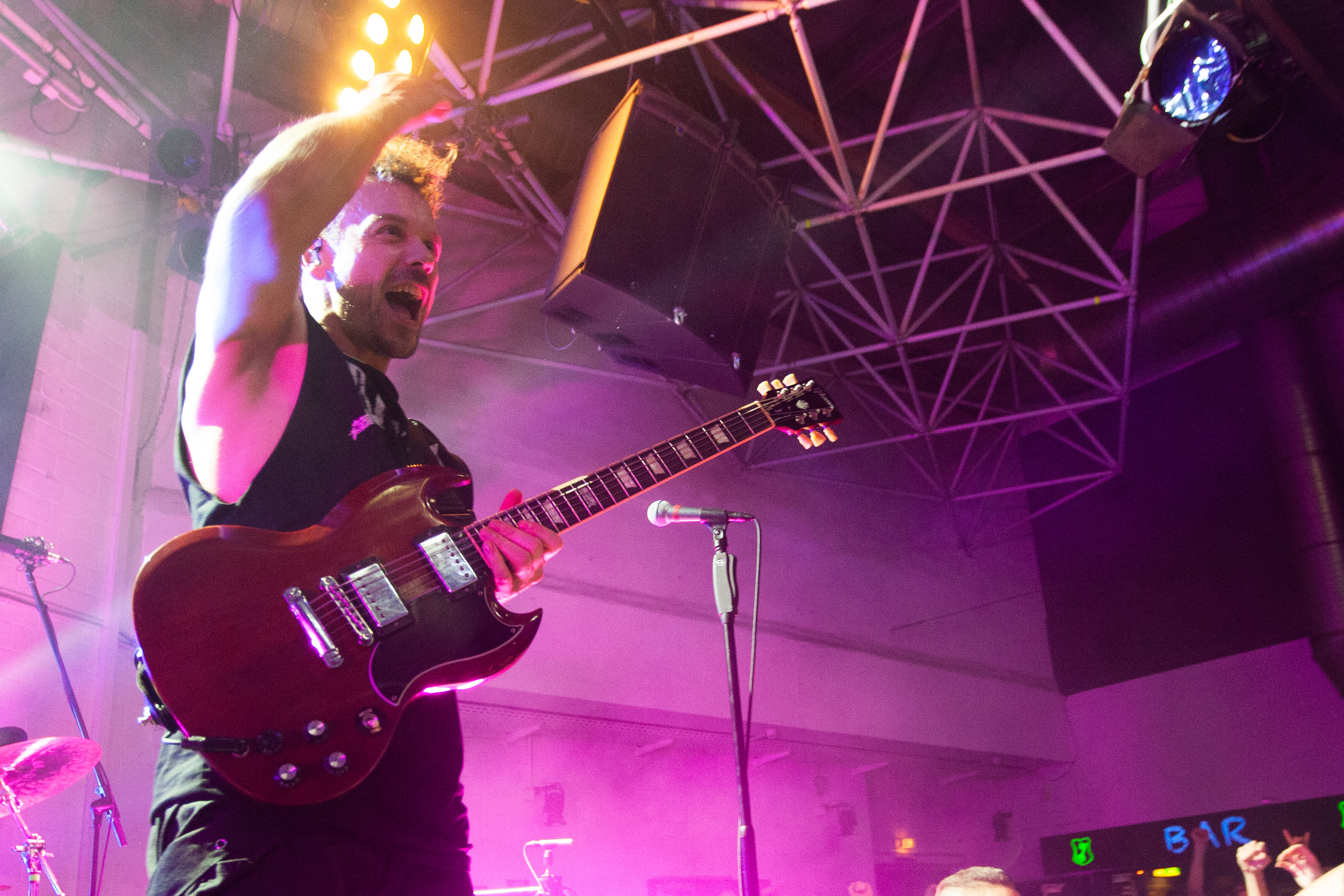
El guitarrista Christoph Kotsche Koterzina

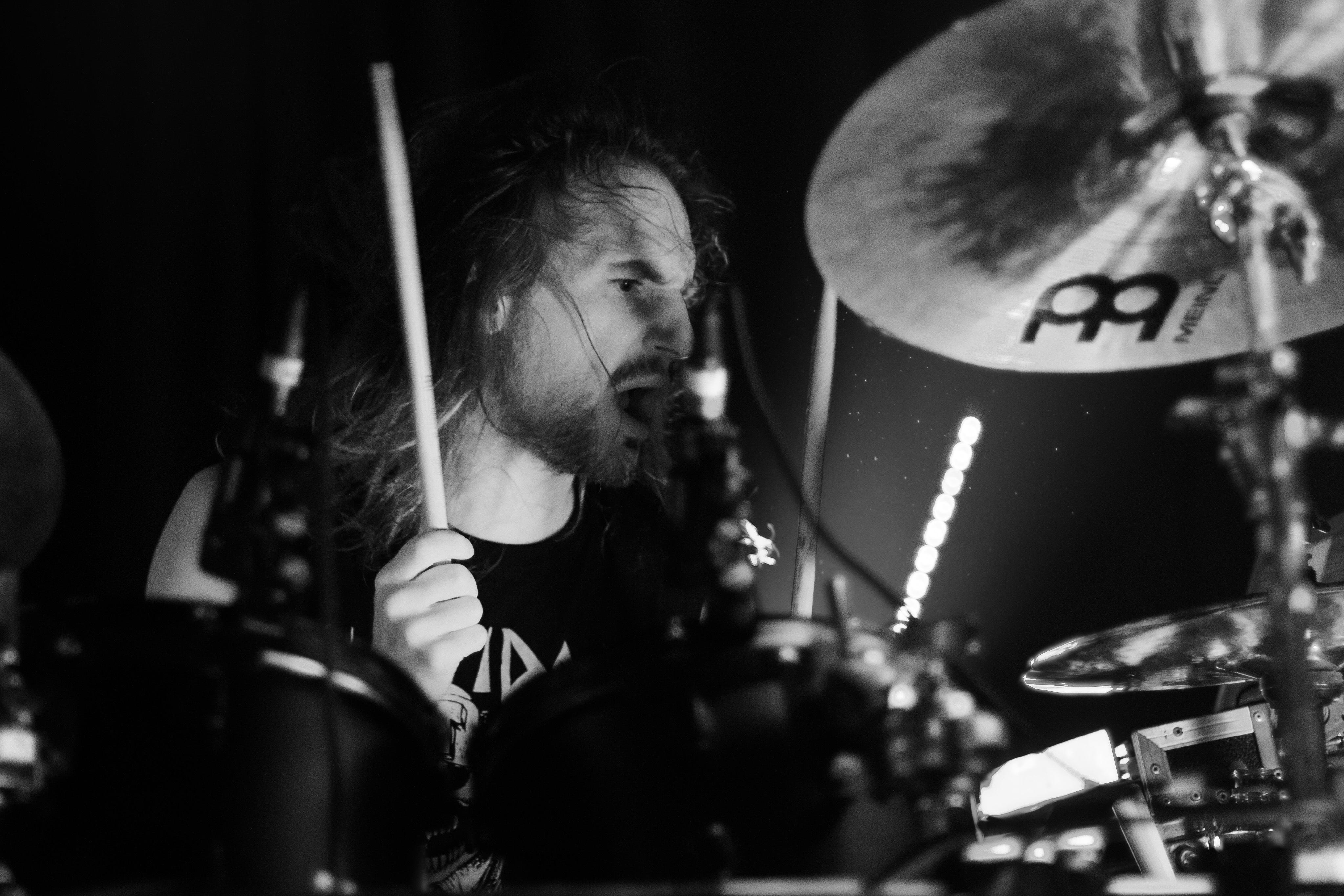
Baterista Maximilian Kotze Kotzmann

Callejon es una banda de metalcore fundado en Düsseldorf, Alemania en 2002. La banda compone y canta la mayoría de sus letras en alemán.

## Historia
Callejón fue fundada creada en 2002. El primer lanzamiento fue una demo en 2003. El 7 de mayo de 2005, la banda lanzó su EP, Chronos. Su álbum debut, Willkommen im Beerdigungscafé, fue lanzado el 7 de julio de 2006. 
En septiembre de 2007 firmaron un contrato con la edición, una editorial asociada con Sony / ATV Music Publishing Germany. Con un recorrido en el invierno de 2007, el PE Fauler Zauber Dunkelherz fue promovido. Después de que el baterista Sven Wasel fue sustituido por Bodo Stricker.
En mayo del 2008 la banda firmó un contrato con Nuclear Blast. Su álbum-debut en esa compañía fue Zombieactionhauptquartier que contenía 13 canciones. Fue producido por Eike Freese en Hamburgo y fue publicado el 28 de noviembre de 2008.
En marzo de 2010 la banda publicó un nuevo álbum, Videodrom. Fue lanzado en el 3 de abril de 2010. El álbum está inspirado en la película de David Cronenberg Videodrome.

## Discografía
- Demo (2003)
- Chronos EP (2005)
- Willkommen im Beerdigungscafé (lanzado el 6 de julio de 2006)
- Fauler Zauber Dunkelherz (lanzado el 1 de diciembre de 2007)
- Zombieactionhauptquartier (publicado el 21 de noviembre de 2008, Nuclear Blast)
- Phantomschmerz (lanzado el 13 de marzo de 2009, Nuclear Blast)
- Videodrom (lanzado el 3 de abril de 2010, Nuclear Blast)